# Sub-nana bruna

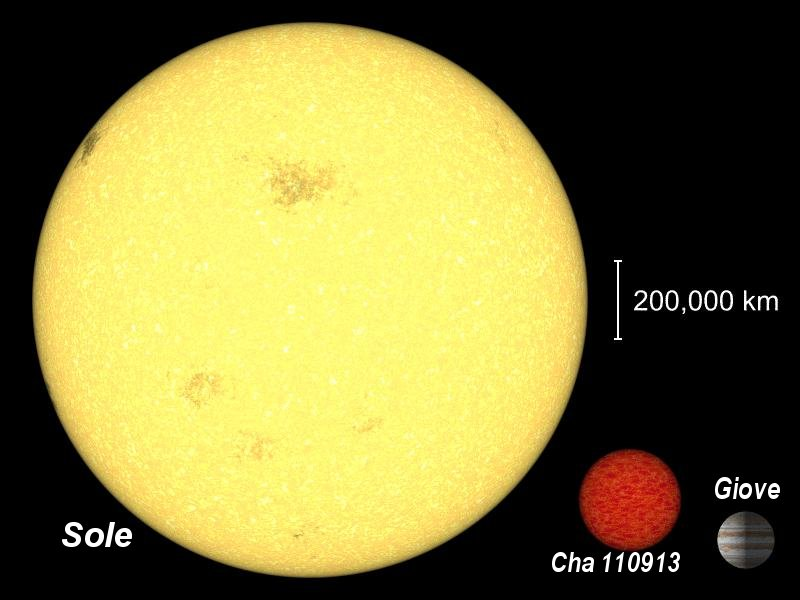
Dimensioni paragonate del Sole, di una sub-nana bruna (Cha 110913-773444) e di Giove.

Una sub-nana bruna è un oggetto di massa planetaria la cui massa è però minore della massa minima consentita per una nana bruna (circa 13 masse gioviane). A differenza delle nane brune vere e proprie, le sub-nane brune non hanno una massa sufficiente ad innescare le reazioni di fusione del deuterio; per questo motivo alcuni astronomi tendono a considerarle dei pianeti. Le sub-nane brune però si formano allo stesso modo delle stelle, e cioè attraverso il collasso gravitazionale di una nube di gas, e non attraverso l'accrescimento o il collasso del nucleo di un disco circumstellare. La distinzione tra una sub-nana bruna ed un comune pianeta non è, perciò, univoca; tuttavia, gli astronomi tendono a considerare un connotato fondamentale per distinguere tra pianeta vero e proprio e sub-nana bruna il modo in cui esso si è formato.
Secondo altri astronomi la principale differenza tra pianeta e sub-nana bruna consiste nel fatto che la sub-nana bruna, pur avendo una massa minore di una nana bruna, e quindi dell'ordine di quella dei pianeti, non è legata da vincoli gravitazionali ad alcuna stella; tuttavia questa definizione è più appropriata ai cosiddetti "pianeti interstellari". Sebbene sia meno diffusa tra gli studiosi, questa viene usata dalla IAU Extrasolar Planets come definizione provvisoria di pianeta.

## Sospette sub-nane brune
- 2M1207b
- SCR 1845-6357 B
- Cha 110913-773444
- WISE 0855−0714, un oggetto distante circa 7.2 anni luce dalla terra scoperto nel 2014 da Kevin Luhman con il Wide-field Infrared Survey Explorer (WISE). L'oggetto dovrebbe avere una temperatura compresa in un range da 225 fino a 260 K (−48 fino a −13 °C; −55 fino a 8 °F) e una massa compresa tra le 3 e le 10 masse gioviane.[3]